# Michael von der Schulenburg (Physiker)
Michael Graf von der Schulenburg (* 18. März 1903 in Sankt Petersburg; † 26. November 1958 in Eichwalde bei Berlin) war ein deutscher Physiker und Leiter des Instituts Miersdorf der Deutschen Akademie der Wissenschaften zu Berlin (DDR).

## Familie
Michael von der Schulenburg stammte aus dem weitverzweigten Adelsgeschlecht derer von der Schulenburg. Er war das älteste von vier Kindern aus der Ehe des kaiserlich-russischen Staatsrats und Diplomingenieurs Sergei Iwanowitsch Graf von der Schulenburg (1875–1937) und der aus russischem Adel stammenden Praskowja Alexandrowna geb. Koechly (1872–1956).:227 Ein Schwager von ihm war Kurt Tornier.
Schulenburg lebte in Eichwalde bei Berlin, wo er auch an Leberkrebserkrankung verstarb. Er war seit 1936 verheiratet mit der in Riga geborenen Dagmar Karin geb. Baronesse von Engelhardt (1914–1979). Aus der Ehe gingen drei Kinder hervor: Die 1942 geborene Tochter Dorita sowie die 1948 geborenen Zwillinge Michael (Mitglied des Europäischen Parlaments und ehemaliger Diplomat) und Gert.

## Leben
Nachdem Michael von der Schulenburg infolge der Oktoberrevolution die Schule verlassen und sich mit Gelegenheitsjobs durchschlagen musste, kam er 1925 mit Unterstützung deutscher Verwandter mit seiner Mutter und seinen drei Schwestern nach Berlin, wo er 1931 das Abitur nachholte. Anschließend studierte er Physik an der Friedrich-Wilhelms-Universität zu Berlin, arbeitete ab 1936 bei Hans Gerdien im Forschungslaboratorium I von Siemens und wurde mit einer an der Sternwarte Babelsberg angefertigten Dissertation über die Starkeffektverbreitung der Balmerlinien zum Dr. rer. nat. promoviert. Um dem Einzug in die Wehrmacht zu entgehen, wechselte er im September 1943 an das Röhrenlaboratorium von Max Knoll an der Technischen Hochschule Berlin, das aufgrund der Luftangriffe auf Berlin wenig später nach Bad Liebenstein in Thüringen umzog. Nach Kriegsende befand sich Schulenburg bis Ende 1945 im Gewahrsam der Field Information Agency, Technical der US-amerikanischen Besatzungsmacht, die ihn gemeinsam mit vielen weiteren Wissenschaftlern ins fränkische Heidenheim verbrachte. 1947 konnte er Knoll, der an der TU München die Leitung des neu gegründeten Instituts für Elektronik übernahm, nach München folgen. Dort arbeitete er bis 1952 zunächst als wissenschaftlicher Assistent in Knolls Institut für Elektromedizin und Elektronentechnik und nahm dort, nach Übersiedlung Knolls an die Princeton University, als inoffizieller Leiter verschiedene Leitungsfunktionen wahr.
Als Nachwuchswissenschaftler wurde er 1952 für den Aufbau der Atomforschung in der DDR angeworben, dafür siedelte er von München in die Nähe von Berlin um. Vom 15. Juli 1952 bis zum 13. Juni 1956, als Gustav Richter die Leitung übernahm, war er kommissarischer Leiter des  Institut für Hochenergiephysik in Zeuthen-Miersdorf. Daraufhin hatte er bis zu seinem Tod das Amt des stellvertretenden Direktors inne. Diese Rückstufung stand auch im Zusammenhang mit Kritik an seiner Qualifikation. Unter der Leitung Schulenburgs wurden insbesondere die Arbeiten zur Entwicklung eines Massenspektrographen fortgesetzt sowie die Vorbereitung auf den späteren Einsatz der Hochspannungskaskade und die Entwicklung von Ionenquellen und Targets für die Beschleunigeranlage. Schulenburg initiierte den Aufbau der Abteilungen für theoretische Physik bzw. Korpuskularstrahlung.
1953 wurde der Dokumentarfilm mit dem Archivtitel Der Physiker Dr. Michael von der Schulenburg in seinem Institut für Hochenergiephysik in Zeuthen-Miersdorf und vor seinem Haus 1953 mit ihm gedreht. Schulenburg zählte zu den als besonders SED-freundlich wahrgenommenen Physik-Institutsleitern seiner Zeit.:S. 141 u S. 295

## Schriften
- Kollektiv deutscher und französischer Wissenschaftler: Kernenergie. Gewinnung und Nutzung. VEB Verlag Technik, Berlin 1959 (Übersetzung der französischen Texte mit Ralf Sube).